# Phalaenopsis × gersenii
Phalaenopsis ×gersenii ist eine Naturhyride aus der Pflanzengattung Phalaenopsis innerhalb der Familie der Orchideen (Orchidaceae). Sie ist auf Borneo und Sumatra beheimatet.

## Beschreibung
Phalaenopsis ×gersenii wächst als ausdauernde krautige Pflanze.

## Taxonomie
Phalaenopsis ×gersenii ist eine Naturhyride aus der Pflanzengattung Phalaenopsis innerhalb der Familie der Orchideen (Orchidaceae). Sie ist eine Naturhybride aus Phalaenopsis violacea und Phalaenopsis sumatrana. Das Epitheton gersenii ehrt Gerrit Jan Gersen (1826–1877), der ein niederländischer Beamter war und in der Niederländisch-Ostindien eingesetzt wurde, wo er auch als Pflanzensammler in der malesischen Region tätig war.
Phalaenopsis ×singuliflora wurde „fälschlicherweise“ als Synonym von Phalaenopsis ×gersenii angesehen. Bei der anderen Naturhybride ist jedoch Phalaenopsis bellina anstelle von Phalaenopsis violacea ein Elternteil.